# Tobias Drevland Lund

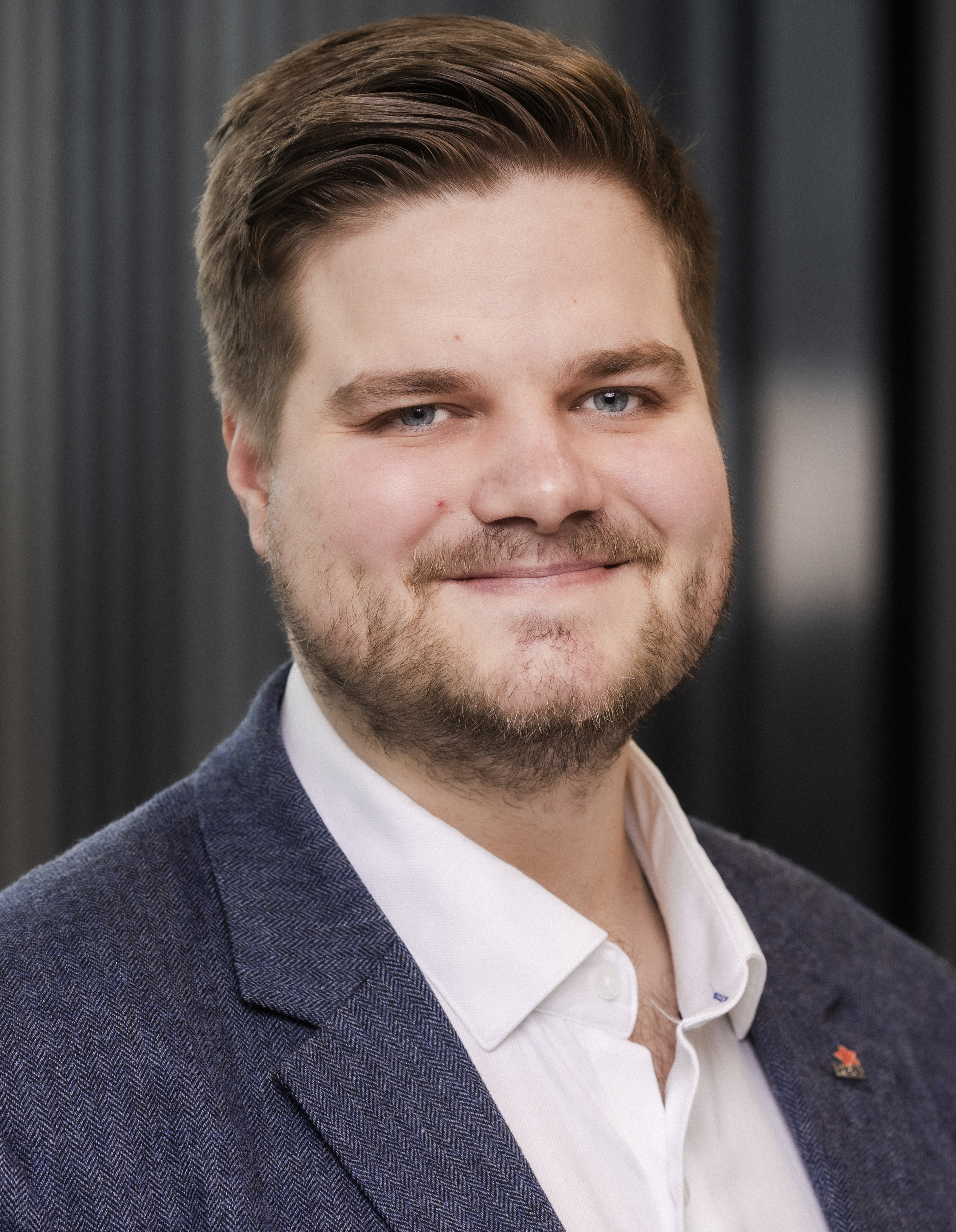
Tobias Drevland Lund, 2025

Tobias Drevland Lund (* 11. Mai 1996 in Kragerø) ist ein norwegischer Politiker der linken Partei Rødt. Von 2018 bis 2020 stand er der Rød Ungdom vor, seit 2021 ist er Abgeordneter im Storting.

## Leben
Lund arbeitete unter anderem als Mitarbeiter im Einzelhandel und studierte in Teilzeit Staatswissenschaften. Er wurde nach den Anschlägen in Norwegen 2011 im August 2011 Mitglied in der Partei Rødt. In der Kommune Kragerø saß er von 2015 bis 2019 im Kommunalparlament. Bei der Fylkestingswahl 2019 wurde er Abgeordneter im Fylkesting von Vestfold og Telemark. Zwischen 2016 und 2018 fungierte er als stellvertretender Vorsitzender der Jugendorganisation Rød Ungdom, anschließend stand er ihr bis 2020 vor.
Lund zog bei der Parlamentswahl 2021 erstmals in das norwegische Nationalparlament Storting ein. Dort vertritt er den Wahlkreis Telemark und wurde Mitglied im Kommunal- und Verwaltungsausschuss. Bei seinem Einzug wurde er mit 25 Jahren der zweitjüngste direkt ins Parlament eingezogene Abgeordnete der Legislaturperiode. Im Oktober 2023 wurde er stellvertretender Fraktionsvorsitzender.

## Positionen
Lund sprach sich im April 2023 auf einem Rødt-Parteitag – wie später von den Delegierten auch verabschiedet – dafür aus, dass die Partei zukünftig Waffenlieferungen an die Ukraine unterstützen solle.